# سنية تومية
سنية تومية (بالفرنسية: Sonia Toumia)‏ ولدت في 2 يونيو 1976. هي سياسية تونسية. عضوة في حركة النهضة ذات التوجه الإسلامي.

كانت نائبة في المجلس الوطني التأسيسي وذلك بعد انتخابها في انتخابات 23 أكتوبر 2011 وحتى 2014 عن حركة النهضة في دائرة المنستير الانتخابية.

## السيرة الذاتية
تخرجت سنية تومية من معهد الصحافة وعلوم الإخبار. كانت موظفة لدى وزارة الفلاحة لمدة 10 سنوات. كانت تكتب عدة مقالات في صحيفة الفلاح، إضافة لمشاركتها في عدة ندوات ومحاضرات. 

تحصلت سنية تومية على شهادة الدراسات العليا المتخصصة في التكنولوجيات الجديدة للإعلام والاتصال، ثم على شهادة الماجستير في علوم الشريعة من المعهد العالي لأصول الدين بتونس.

عملت مع التجمع الدستوري الديمقراطي كمكلفة بالاتصال في تونس العاصمة في 2009. سنية تومية هي عضو مؤسس لجمعية المرأة المعاصرة وعضو مؤسس في جمعية الأولياء والمربين.

بعد الثورة التونسية في 2011، أصبحت تنتمي لحركة النهضة، وترشحت على قائمتها في انتخابات 23 أكتوبر 2011 عن دائرة المنستير الانتخابية وذلك لانتخاب المجلس الوطني التأسيسي وفازت بمقعد فيه. في المجلس التأسيسي، سنية تومية هي عضوة في لجنة شهداء وجرحى الثورة وتفعيل العفو التشريعي العام وعضوة أيضا في لجنة الحقوق والحريات والعلاقات الخارجية.

عرفت سنية تومية بعد ذلك لعدة مواقف وتدخلات في المجلس التأسيسي اعتبرها البعض غريبة، منها قولها «إنشاء دار للشهيد في كل ولاية، يلتقي فيها الشهداء في كل مناسبة»، وكذلك إجابتها لرئيس الوزراء الفرنسي مانويل فالس باللغة الفرنسية، إضافة لطلبها بأن يصبح موقع التواصل الاجتماعي فيسبوك غير مجاني. 

في 8 أغسطس 2014، قالت سنية تومية أنها أزيحت من قوائم الحركة في الانتخابات التشريعية التونسية 2014، وقالت «أن خطأها الوحيد هو صراحتها وشجاعتها، وأنها تركت أثرا في المجلس الوطني التأسيسي». وقدمت في نفس القت اعتذارها للشعب والناخبين التونسيين.
سنية تومية متزوجة وأم لثلاثة أبناء.

## مقالات ذات صلة
- حركة النهضة (تونس).

## روابط خارجية
- السيرة الذاتية لسنية تومية على موقع مرصد المجلس الوطني التأسيسي التابع لمنظمة البوصلة.